# هنري لانغ
هنري لانغ (بالإنجليزية: Henry George Lang)‏ هو اقتصادي نيوزيلندي، ولد في 3 مارس 1919، وتوفي في 17 أبريل 1997.